# Ya‘ar H̱adera
Ya‘ar H̱adera (hebreiska: יער חדרה) är en skog i Israel.   Den ligger i distriktet Haifa, i den norra delen av landet.